# Zoltán Vass
Zoltán Vass  (n. 14 septembrie 1898, Radna, Arad – d. 13 iunie 1970, Cluj) a fost un medic stomatolog evreu, director de spital și profesor universitar la Cluj.

Dr. Zoltan Vass

## Date biografice
A studiat la Universitatea din Budapesta și la Universitatea din Cluj, unde a obținut titlul de doctor în medicină în 1923.
A fost asistent al profesorului Gheorghe Bilașcu, întemeietorul stomatologiei  în România ( între 1924-1928 – a activat la Clinica Stomatologică din Cluj). A urmat specializări la Viena, Zürich, Budapesta.
Între 1931 și 1944 a fost șeful secției de stomatologie la Spitalul Evreiesc din Cluj.
În timpul celui de-al doilea război mondial a fost deportat la Auschwitz–Birkenau (1944-1945). După înapoierea din deportare a fost numit Director al Spitalului Evreiesc din Cluj, până la naționalizare (1946-1948). A funcționat ca profesor de Patologie bucală la Facultatea de Stomatologie din Cluj (1949) și ca medic șef de secție la Policlinica I din Cluj.

### Activitate editorială
În 1924 a fost redactorul primei reviste stomatologice din România:  "Revista Stomatologică – Fogovorsi Szemle"  (împreună cu J. Aleman).
A fost membru în Comitetul de Redacție al următoarelor reviste de specialitate:
- A fost primul redactor al suplimentului STOMATOLOGIA al revistei medicale - Orvosi Szemle", 1929, Cluj)
- Revista Stomatologică, Cluj, 1931-1938
- Revista Dentară Română, 1948, București

## Contribuții și articole (listă incompletă)
- Eine einfache Methode zur Fernhaltung des Zahnfleisches  von abgeschliffenen Wurzeln, Zeitschrift für Stomatologie, Wien, 1937
- Copilăria și dentiția, Clujul Medical, 1938
- Accidente neplăcute în practica stomatologică, Revista Dentară Română, 1948
- Coroana Jacket, Revista Stomatologică, 1925
- Alonatul Roche, Revista Stomatologică, 1927
- Aspecte ale studiului clinic al edentației, Conferința Națională de Stomatologie, București, 1956

## Contribuții personale
- Printre pionierii lucrărilor de porțelan din România (1930)
- Dintele cu pivot (1937)
- Accidente în practica stomatologică

## Activitate extraprofesională
- În organizația sportivă "Hagibor"
- În conducerea Asociației medicale "Paul Erlich"
- A cântat în Orchestra Filarmonică Goldmarch
- A compus o operetă
- A scris un jurnal la Auschwitz (1944)